# Иблис
Ибли́с (араб. إبليس‎) — название Сатаны в исламе — имя джинна, который благодаря своему усердию достиг того, что был приближен Богом и пребывал среди ангелов, но из-за своей гордыни был низвергнут с небес. После своего низвержения Иблис стал врагом людей, сбивая верующих с верного пути.
Иблис имеет много других имён. Его также называют аш-Шайтан (الشيطان‎, как главу всех злых духов — шайтанов), Адувв Аллах (عدو الله‎ «враг Аллаха») или просто аль-Адувв (العدو‎ «враг»). Для защиты от него, мусульмане часто произносят молитву — истиазу: «А’уззу би-л-Ляхи минаш-Шайтани р-раджим» («Прибегаю к Аллаху [за помощью] против Шайтана, побиваемого камнями») или последние суры Корана (например, Аль-Фалак, Ан-Нас). Постоянный эпитет Иблиса — ар-раджим (الرجيم‎ — «побиваемый камнями (грешник или отступник)»), который восходит к 34 аяту суры Аль-Хиджр.

## История
Согласно Корану, Аллах приказал всем ангелам, среди которых был Иблис (Джинн), пасть ниц перед сотворённым им первочеловеком Адамом, но Иблис не послушался его. За своё ослушание он был низвергнут с небес и обречён на адские муки, но по просьбе Иблиса, Аллах отсрочил ему наказание до дня Страшного суда. Иблис поклялся совращать и сбивать людей с прямого пути.
Иблис совратил первого человека — Адама, уговорив его и его супругу ослушаться Аллаха и вкусить плодов запретного дерева. Ритуал бросания камешков во время хаджа связан с пророком Ибрахимом, который отгонял преследовавшего его Иблиса. Во времена вражды пророка Мухаммеда и курайшитов он вдохновлял мекканцев и мединских лицемеров.
Согласно преданию, Иблис живёт на земле и возглавляет злых духов — шайтанов и джиннов. Излюбленным местом его обитания являются руины, кладбища, бани и рынки. Он любит пение, танцы и стихи. Иблис заставляет людей забывать о совершении молитвы, постоянно мешает им совершать богоугодные дела. После Судного дня, Иблис и все, кто послушался его, будут подвергнуты мучениям ада. Те, кто успешно следуют по праведному пути, будут вознаграждены и отправлены в рай.

## Этимология имён
| Эпитет             | Арабское написание | Значение                                                                                      |
| ------------------ | ------------------ | --------------------------------------------------------------------------------------------- |
| А’вар              | اعور               | одноглазый букв. «одноглазый», возбуждающий низменные страсти, подстрекающий к прелюбодеянию. |
| Адувв              | عدو                | враг, неприятель, недруг                                                                      |
| аль-Аджда          | الأجدع             | самый последний                                                                               |
| Ашхаб              | أشهب               | серый, серый лев                                                                              |
| Вальхан            | ولهان              | сеющий сомнение сеющий сомнение при совершении омовения                                       |
| Васвас             | وَسْوَاس / وسواس      | нашёптывающий нашёптывающий, научающий, искушающий, сплетник                                  |
| Дасим              | داسم               | подстрекающий супругов                                                                        |
| Залянбур/ Залямбур | زلنبور             | разукрашивающий работу торговцев на рынке                                                     |
| Карур              |                    | побуждающий к небрежности                                                                     |
| Кафир              | كافر               | неверный, неблагодарный                                                                       |
| аль-Мазхаб         | المذهب             | переносн. «доктринальная косность» букв. «способ действия»                                    |
| Мадхур             | مدحور              | отверженный                                                                                   |
| Мазум              | مذءوم              | опальный, презренный                                                                          |
| Меляун             | ملعون              | отверженный отверженный, окаянный, проклятый                                                  |
| Марид              | مارد               | бунтовщик отступник, бунтовщик, непокорный, мятежный                                          |
| Абу-Мирра          | أبا مرارة          | «отец горечи (желчи)»                                                                         |
| Мудилл             | مضل                | обманщик вводящий в заблуждение, обманщик, обольститель                                       |
| Абу-Мурра          | أبو مرة            | «отец отрицания»                                                                              |
| Раджим             | رجيم               | проклятый побиваемый камнями, проклятый                                                       |
| Сагир (Сейр)       | صاغر               | презренный униженный, презренный, ничтожный                                                   |
| аль-Сафиф          | السفيف             | меч                                                                                           |
| Таиф               | طائف               | наваждение букв. «то, что движется», «вращается вокруг чего-либо», метафорич. «наваждение»    |
| аль-Фарадж         | الفرج / إفرج       | отпущенный                                                                                    |
| Фатин              | فاتن               | смутьян, искуситель                                                                           |
| Хазул              | خذول               | изменник, предатель                                                                           |
| Ханзаб             | خنزب               | переносн. «мешающий молитве» букв. «свинья, боров»                                            |
| Ханнас             | خناس               | скрывающийся (при упоминании имени Аллаха)                                                    |
| Хаффаф             | هفاف               | нагоняющий страх                                                                              |
| Шихаб              | شهاب               | низвергнутый падающая звезда (низвергнутый Иблис), метеор, факел, головешка                   |

Иблис (араб. إبليس‎, мн. ч. ابالسة‎) может быть производным от арабского произношения корня баласа (بَلَسَ‎), означающего «он безнадёжный»; поэтому лингвистическим значением слова Иблис может быть «тот, кто причиняет безысходность/отчаяние». Другие источники утверждают, что слово происходит от др.-греч. διάβολος — «лукавый», «клеветник».
Иблис чаще упоминается в Коране как «шайтан» — общий термин, который используется и по отношению ко всем духовным силам, связанным с Иблисом. Слово «шайтан» (араб. شيطان‎ šayṭān — «заблуждение», «отдаление», мн. ч. شياطين‎ šayāṭīn «шайатин») произошло от сев.-зап.-семитск. корня *śṭn «сатан» букв. «быть враждебным», «обвинение» (ср. ивр. שָׂטָן‎ śāṭān, арам. שִׂטְנָא sāṭānā, геэз śayṭān — «сатан(а)»).
Иблис упомянут в Коране по имени 11 раз, тогда как Шайтан упомянут 88 раз.
У Иблиса есть и другие имена-эпитеты. Одно из имен Иблиса — Азазил (араб. عزازل‎, Азазел عَزَازِيل‎) не встречается в Коране и основных сборниках хадисов, но его можно встретить в некоторых исламских источниках. В них высказывается предположение о том, что Азазил — это первое имя Иблиса. Происхождение этой версии связывают с израильскими преданиями (исраилият). В некоторых преданиях говорится о том, что Иблис был также известен под именами аль-Харис (الحارث‎),, Абу-Кардус (أبو كردوس‎), Абу-Лабини (أبو لبينى‎), Абу-Катра (أبو قترة‎), Абу-аль-Карубиин (أبو الكروبيين‎) и другими.

## Падение
Когда Бог приказал всем ангелам, среди которых находился и Иблис, пасть ниц перед Адамом, Иблис, исполненный гордости, ревниво отказался повиноваться приказу Бога, ввиду того, что считал Адама низшим созданием, ведь тот был сотворенным из звонкой глины, а Иблис же — из палящего бездымного пламени. Иблис попросил Всевышнего Аллаха, чтобы Он позволил ему жить свободно до дня Суда. Бог принял просьбу Иблиса и гарантировал наказание Иблису и его последователям в виде адского огня. Бог, чтобы испытать человечество и джиннов, позволил Иблису бродить по земле и пытаться совращать других.

## Происхождение
Образ Иблиса был известен в среде язычников, иудеев и христиан доисламской Аравии. Оттуда и пришли его имена Иблис и Шайтан. История Иблиса считается одним из объяснений причин наличия зла в мире и неверия людей.
В исламе Иблис является джинном, созданным из бездымного огня. Он имеет свободную волю, как и люди. Будучи когда-то набожным и скромным джинном, он был вознесён до уровня ангелов и имел высокое положение перед Аллахом.
Согласно апокрифу Книга Еноха, Азазель — демон пустыни, предводитель допотопных гигантов, восставших против Бога.

## Изображение
Коран не изображает Иблиса как врага Бога, поскольку Бог является высшим над всеми своими созданиями, а Иблис — лишь одно из них. Однако, подобно христианству, и в исламе широко распространена вера, что зло в жизни людей в итоге вызвано проделками дьявола.
История с Иблисом породила несколько богословских проблем, связанных с концепциями предопределения и всемогущества Аллаха. Мусульманские богословы объявили его орудием, которым Аллах испытывает людей. Одним из объяснений отказа Иблиса поклониться (совершить суджуд) Адаму было то, что Иблис счёл это поклонение нарушением истинного единобожия. Данной точки зрения придерживался аль-Халладж и некоторые суфии.